# Jaghnob
Jaghnob, auch Jagnob, Yaghnob, Yagnob (tadschikisch Яғноб), Jaghnobdarja (Яғнобдара, Дарёи Яғноб), ist der rechte Quellfluss des Fandarja im Norden von Tadschikistan.
Der Jaghnob wird von den Gletschern an der Südseite der Serafschankette gespeist. Er fließt durch ein schmales Gebirgstal in westlicher Richtung entlang der Südflanke der Serafschankette. Die Bergkette südlich des Jaghnobtals bildet die Grenze zwischen der Provinz Sughd im Norden und Nohijahoi tobei dschumhurij („der Republik unterstellte Gebiete“) im Süden. Zum oberen Jaghnobtal führt ab Ansob ein schmaler Fahrweg bis zum ersten Dorf Margib. 16 km hinter Margib endet der Fahrweg. Die flussaufwärts gelegenen Dörfer und die Viehweiden im Talende sind nur auf Fußpfaden erreichbar.
Beim Ort Takfon, etwa 7 km flussabwärts von Ansob, trifft die Fernstraße M34 zwischen Duschanbe und Chudschand von Süden kommend auf das Flusstal und führt die letzten 10 km am Jaghnob entlang, bis dieser sich der Jaghnob bei der Siedlung Serafschan-1 mit dem von Süden kommenden Iskanderdarja zum Fandarja vereinigt.
Der Jaghnob hat eine Länge von 114 km. Er entwässert ein Areal von 1660 km². Der Fluss wird hauptsächlich von der Schneeschmelze gespeist. Im März und April führt er Hochwasser. Der mittlere Abfluss 8 km oberhalb der Mündung beträgt 32,2 m³/s. Zwischen Mitte November und Anfang März ist der Fluss eisbedeckt.
In vier Bergsiedlungen im oberen Jaghnobtal leben Jaghnoben, eine kleine, Jaghnobi sprechende Minderheit.